# Sezzadio
Sezzadio (piemontiul: Tsé, helyi nyelvjárásban: Atsé) település Olaszországban, Piemont régióban, Alessandria megyében. Lakosainak száma 1151 fő (2023. január 1.). Sezzadio Carpeneto, Cassine, Castelnuovo Bormida, Castelspina, Gamalero, Montaldo Bormida, Predosa és Rivalta Bormida községekkel határos.

## Népesség
A település lakossága az elmúlt években az alábbi módon változott:
| Lakosok száma | 1247 | 1243 | 1151 |
|               | 2017 | 2018 | 2023 |